# Ключ (роман Алданова)
«Ключ» — роман русского писателя-эмигранта Марка Алданова, впервые изданный в 1928—1929 годах. Первая часть трилогии о революции и эмиграции, которую продолжили романы «Бегство» и «Пещера».

## Сюжет
Действие романа происходит в Санкт-Петербурге накануне Февральской революции. Герои «Ключа» — интеллигенты, принадлежащие к самым разным идейно-политическим направлениям: адвокат Кременецкий, журналист дон Педро, химик Браун, глава тайной полиции Федосьев, юная дочь Кременецкого Муся, в которую влюблён Витя Яценко. Брауна подозревают в убийстве банкира Фишера, но расследование обрывается из-за смены власти. Действие романа заканчивается в разгар революционных событий.

## Создание и оценки
Первые фрагменты «Ключа» Алданов написал ещё в 1923 году. На работе над этим романом он сосредоточился только в 1927 году, закончив историческую тетралогию «Мыслитель». Книга была закончена в сентября 1929 года. Первые главы публиковались в периодике с 1928 года, а в 1930 году в Берлине увидело свет первое полное издание. В дальнейшем Алданов написал два продолжения — романы «Бегство» и «Пещера».
Литературоведы считают «Ключ» лучшей частью трилогии. Критики встретили роман доброжелательно, он вскоре был переведён на пять языков. Благодаря «Ключу» Алданов, прежде считавшийся выдающимся историческим романистом, был признан мастером современной темы.